# 洛河 (黄河)

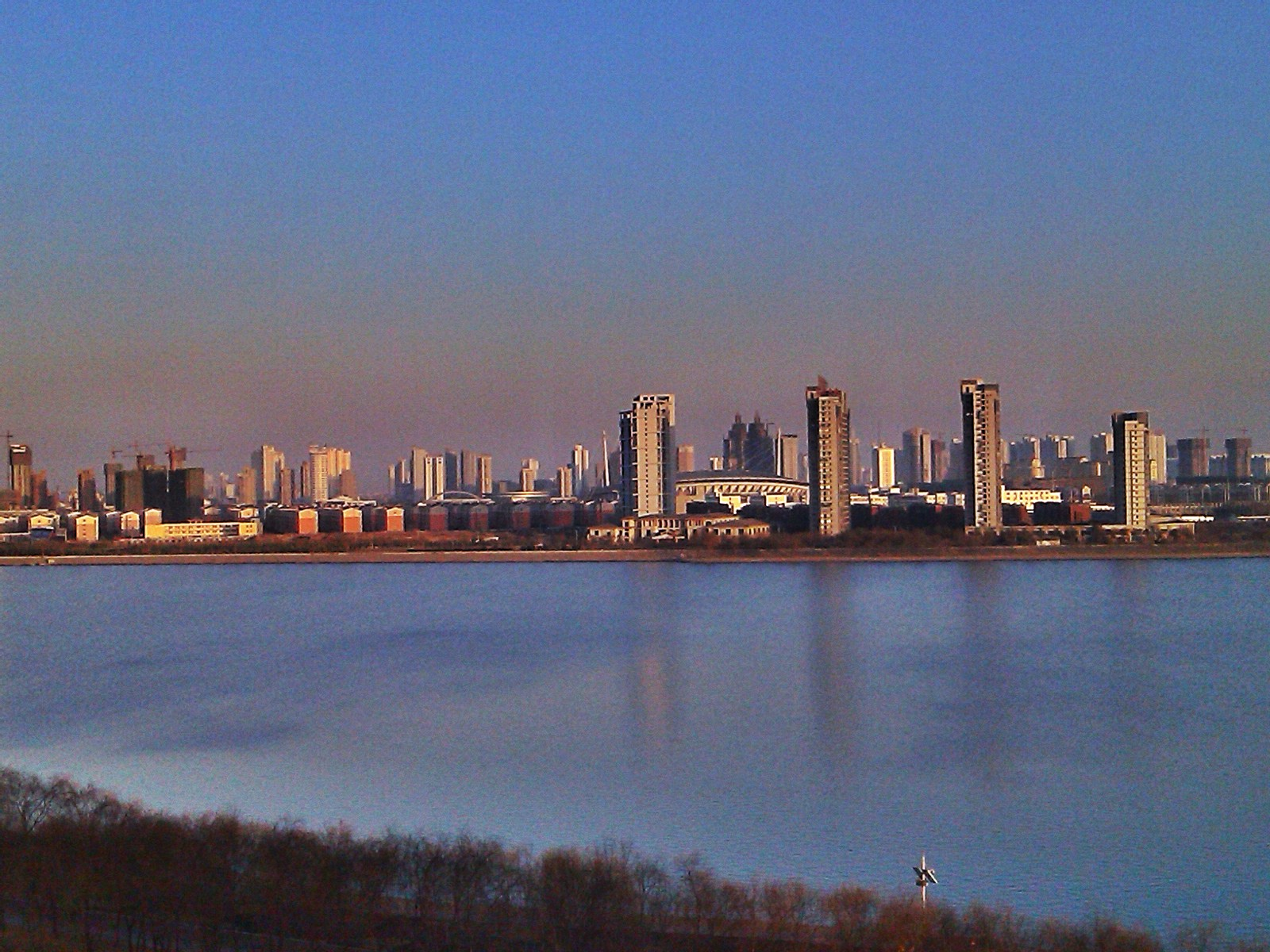
洛河洛阳段，背景为洛阳市洛龙区，爲市政府所在地，当地俗称“洛河滩”，筑坝蓄水河段。

洛水是黄河的一条支流，本作“雒水”，发源于华山的西南部陕西省洛南洛源，向东流入河南省，于河南巩义入黄河，全长共420公里。洛河虽然不算中国境内非常长或非常大的河流，但因为它流过中国中部历史上最重要的地区，因此是中国境内一条非常有名的河流。洛河边的重要城市有卢氏、洛宁、宜阳、洛阳、偃师、巩义等。三国时期曹植作有名篇《洛神赋》，借洛水神女抒发思念故人的情怀。